# دالي بيترسون
دالي بيترسون (بالإنجليزية: Dale Peterson)‏ هو كاتب بريطاني، ولد في 20 نوفمبر 1944 في مقاطعة ستوبين في الولايات المتحدة.